# هارشپلت
هارشپلت (به آلمانی: Harspelt) یک شهر در آلمان است که در بیتبورگ-پروم واقع شده‌است.